# Niddatal
Niddatal é um município da Alemanha, situado no distrito de Wetterau, no estado de Hesse. Tem 40,21 km² de área, e sua população em 2019 foi estimada em 9.828 habitantes.